# Canton de Vauvert
Le canton de Vauvert est une circonscription électorale française située dans le département du Gard en région Occitanie.

## Histoire
- Le canton de Vauvert a été créé en 1801[1].

- De 1833 à 1848, les cantons d'Aigues-Mortes et de Vauvert avaient le même conseiller général. Le nombre de conseillers généraux était limité à 30 par département[4].

- Par décret du 27 février 1991, sept communes du canton sont détachées pour former le canton de Rhôny-Vidourle, dont le chef-lieu était Aimargues[2].

- Un nouveau découpage territorial du Gard entre en vigueur à l'occasion des élections départementales de mars 2015, défini par le décret du 24 février 2014[3], en application des lois du 17 mai 2013 (loi organique 2013-402 et loi 2013-403)[5]. Les conseillers départementaux sont, à compter de ces élections, élus au scrutin majoritaire binominal mixte. Les électeurs de chaque canton élisent au Conseil départemental, nouvelle appellation du Conseil général, deux membres de sexe différent, qui se présentent en binôme de candidats. Les conseillers départementaux sont élus pour 6 ans au scrutin binominal majoritaire à deux tours, l'accès au second tour nécessitant 12,5 % des inscrits au 1er tour. En outre la totalité des conseillers départementaux est renouvelée. Ce nouveau mode de scrutin nécessite un redécoupage des cantons dont le nombre est divisé par deux avec arrondi à l'unité impaire supérieure si ce nombre n'est pas entier impair, assorti de conditions de seuils minimaux[6]. Dans le Gard, le nombre de cantons passe ainsi de 46 à 23. Le nombre de communes du canton de Vauvert passe de 4 à 10.

- Le nouveau canton comprend les quatre communes d'origine, une autre issue de l'ancien canton de Sommières et les cinq dernières qui appartenaient à celui de Rhôny-Vidourle. Le canton est entièrement inclus dans l'arrondissement de Nîmes. Le bureau centralisateur est situé à Vauvert.

## Représentation

### Juges de paix
| Période | Période | Identité            | Fonction précédente                            | Observation |
| ------- | ------- | ------------------- | ---------------------------------------------- | ----------- |
| 1790    | 1792    | Jean Jozan          |                                                | -           |
| 1792    | 1794    | Jean-Marc Gourdon   |                                                | -           |
| 1794    | 1795    | Antoine Roux        | Maire de Vauvert                               | -           |
| 1795    | 1800    | Jean-Marc Gourdon   | Maire de Vauvert                               | -           |
| 1805    | 1814    | Jean Bouet          | Chirurgien                                     | -           |
| 1814    | 1850    | Jean-Antoine Maurin | Maire de Vauvert                               | -           |
| 1850    | 1870    | Antoine Rolland     | Maire de Bernis                                | -           |
| 1870    | 1883    | Édouard Chaudier    | Instituteur à Vauvert                          | -           |
| 1883    | 1895    | Auguste Jeanjean    | Juge de paix du canton de Gordes               | -           |
| 1895    | 1902    | Jean Hugon          | Juge de paix du canton d'Aigues-Mortes         | -           |
| 1902    | 1911    | Alfred de Caladon   | Juge de paix du canton de Saint-Haon-le-Châtel | -           |
| 1911    | 1919    | Charles Abric       | Greffier                                       | -           |
| 1920    | 1929    | Jean Boissier       | Juge de paix du canton d'Aigues-Mortes         | -           |
| 1929    | 1933    | François Reymond    | Juge de paix du canton de Largentière          | -           |
| 1933    | 1935    | Marcel Cabanon      | Juge de paix du canton de Crest-Sud            | -           |
| 1935    | 1939    | Joseph Sialelli     | Juge de paix du canton de Troyes-1             | -           |
| 1939    | 1943    | Émile Spitalier     | Juge de paix du canton de Segré                | -           |
| 1943    | 1943    | Marcelin Floutier   | Conseiller municipal de Vauvert                | -           |
| 1943    | 1944    | Charles Scotti      | Juge de paix du canton de Pertuis              | -           |
| 1944    | 1959    | Jean Durand         | Juge de paix du canton de Beaucaire            | -           |

### Présidents de l'administration municipale
La fonction de président de l'administration municipale remplace celle de maire sous le Directoire.
- 1795-1797 : François Boissier
- 1797-1800 : Pierre Graille

### Conseillers d'arrondissement
| Période                                  | Période      | Identité           | Étiquette                | Qualité |
| ---------------------------------------- | ------------ | ------------------ | ------------------------ | --- |
| 1833                                     | 1845         | Mathieu Reinaud    |                          | Médecin, commandant de la garde nationale de Vauvert                                                        |
| 1845                                     | 1851         | Jules Cauzid       |                          | Propriétaire, avocat à Nîmes                                                                                |
| 1852                                     | 1855         | Mathieu Reinaud    |                          | Médecin |
| 1855                                     | 1861         | Jean Gourdon       |                          | Maire de Vauvert (1853-1870)                                                                                |
| 1861                                     | 1871         | Jean Delpuech      |                          | Propriétaire à Vauvert                                                                                      |
| 1871                                     | 1874         | Gaston Gourgas     |                          | Propriétaire à Grand-Gallargues                                                                             |
| 1874                                     | 1892         | Jean Duret-Soulier | Républicain              | Maire de Vauvert (1871-1886), suppléant du juge de paix                                                     |
| 31 juillet 1892                          | 1904         | Théophile Grégoire | Républicain progressiste | Négociant en vins Conseiller municipal du Cailar                                                            |
| 1904                                     | 1910         | Jean Malhole       | Socialiste puis Radical  | Maire de Grand-Gallargues (1900-1908)                                                                       |
| 1910                                     | 1917 (décès) | Maurice Pastre     | SFIO                     | Instituteur à Codognan                                                                                      |
| 1917                                     | 1919         | siège vacant       |                          | |
| Les données manquantes sont à compléter. |              |                    |                          | |
| 1922[réf. à confirmer]                   | 1934         | Paul Courtin       | Radical                  | Viticulteur à Beauvoisin                                                                                    |
| 1934                                     | 1937         | Raoul Vidal        | SFIO                     | Propriétaire agriculteur à Beauvoisin                                                                       |
| 1937                                     | 1940         | Louis Brunel       | SFIO                     | Maire du Cailar (1907-1940)                                                                                 |
| 1940                                     |              |                    |                          | Les conseils d'arrondissement ont été suspendus par la loi du 12 octobre 1940 et n'ont jamais été réactivés |

### Conseillers généraux
| Période | Période          | Identité                 | Étiquette             | Qualité |
| ------- | ---------------- | ------------------------ | --------------------- | --- |
| 1833    | 1848             | Jean-Antoine Maurin      |                       | Juge de paix du canton |
| 1848    | 1852             | Jules Cauzid             |                       | Propriétaire, avocat à Nîmes |
| 1852    | 1871             | Théodore Roussellier     | Libéral               | Conseiller à la Cour Impériale de Nîmes Conseiller municipal d’Aimargues |
| 1871    | 1877             | Émile Guigou             | Républicain           | Président du comité municipal de Vauvert (1870) |
| 1877    | 1889 (décès)     | Léon Penchinat           | Républicain           | Premier Président à la Cour d'appel de Montpellier |
| 1889    | 1901             | Albin Nouguier           | Rad.                  | Négociant Maire d’Uchaud |
| 1901    | 1925             | Léon Fontanieu           | Rad. puis PRS         | Maire d’Aimargues (1905-1907) Commissionnaire en vins à Aimargues |
| 1925    | 1931             | Philippe Bord            | SFIO                  | Directeur d'école à Vauvert |
| 1931    | 1937             | Jean Boucoiran           | SFIO                  | Professeur agrégé au lycée de Nîmes |
| 1937    | 1940             | Raoul Vidal              | SFIO                  | Propriétaire à Beauvoisin |
|         |                  |                          |                       | |
| 1942    | 1943 (démission) | Georges Teissier         |                       | Maire de Beauvoisin |
| 1943    | 1944 (décès)     | Jean Sabadel (1903-1944) |                       | Maire de Vauvert (1943-1944) |
|         |                  |                          |                       | |
| 1945    | 1951             | Paul Lamy                | PCF                   | Maire du Cailar |
| 1951    | 1958             | Lucien Monteil           | SFIO                  | Maire de Vergèze (1945-1958 et 1964-1976) |
| 1958    | 1979 (décès)     | Robert Gourdon           | SFIO puis PSU puis PS | Avocat - Député (1948-1958) Maire de Vauvert (1945-1979) Président du Conseil général (1973-1979) |
| 1979    | 1982             | Albert Richard           | PS                    | Enseignant, ancien déporté Maire de Vauvert (1979-1983) |
| 1982    | 1992             | René Dupont              | PCF                   | Maire d’Aimargues (1977-1989) puis conseiller général du canton de Rhôny-Vidourle |
| 1992    | 1998             | Pierre André             | UDF                   | Enseignant de mathématiques Maire de Vauvert (1983-1989) |
| 1998    | 2015             | Jean Denat               | PS                    | Professeur de technologie Conseiller municipal (2002-2014), maire (2014) puis premier adjoint au maire (2014-2015) de Vauvert Président du Conseil général (2014-2015) Président du Pays Vidourle-Camargue (2005-2015) |

### Résultats
1988
- René Dupont
- Guy Roca
- Pierre André
- Olivier Gibelin
- Philippe Manzanares
- Fernand Gauthier
- Jacqueline Fackeure[26]

1992
- Max Allieu
- Pierre André
- Guy Roca[27]

1998
[...]

### Conseillers départementaux
| Période élective | Période élective | Mandat | Mandat   | Identité                   | Nuance | Nuance | Qualité |
| ---------------- | ---------------- | ------ | -------- | -------------------------- | ------ | ------ | --- |
| 2015             | 2021             | 2015   | 2021     | Nicolas Meizonnet          |        | RN     | Ingénieur Conseiller municipal de Vauvert (2014-2019) Suppléant du député Gilbert Collard (2017-2020) Député de la 2e circonscription du Gard depuis 2020 |
| 2015             | 2021             | 2015   | 2021     | Béatrice Pruvot            |        | LR     | Agricultrice Conseillère municipale de Vauvert jusqu'en 2020                                                                                              |
| 2021             | 2028             | 2021   | en cours | Pascale Fortunat-Deschamps |        | DVG    | Fonctionnaire territoriale Maire de Vergèze |
| 2021             | 2028             | 2021   | en cours | Bruno Pascal               |        | PS     | Ancien restaurateur Adjoint au maire de Vauvert Vice-président du conseil départemental chargé de l'attractivité des territoires                          |

### Résultats détaillés

#### Élections de mars 2015
À l'issue du 1er tour des élections départementales de 2015, deux binômes sont en ballottage : Nicolas Meizonnet et Béatrice Pruvot (FN, 42,69 %) et Jean Denat et  Pascale Fortunat-Deschamps (Union de la Gauche, 30,82 %). Le taux de participation est de 55,28 % (15 569 votants sur 28 166 inscrits) contre 53,96 % au niveau départementalet 50,17 % au niveau national.
Au second tour, Nicolas Meizonnet et Béatrice Pruvot (FN) sont élus avec 51,44 % des suffrages exprimés et un taux de participation de 60,38 % (8 126 voix pour 17 007 votants et 28 165 inscrits).
Béatrice Pruvot a quitté le FN, et a adhéré au groupe "Le Bon Sens Républicain", présidé par Laurent Burgoa (LR).

#### Élections de juin 2021
Le premier tour des élections départementales de 2021 est marqué par un très faible taux de participation (33,26 % au niveau national). Dans le canton de Vauvert, ce taux de participation est de 33,68 % (10 225 votants sur 30 360 inscrits) contre 33,46 % au niveau départemental. À l'issue de ce premier tour, deux binômes sont en ballottage : Carole Calba-Schwartz et Nicolas Meizonnet (RN, 46,45 %) et Pascale Fortunat-Deschamps et Bruno Pascal (Union à gauche avec des écologistes, 41,93 %).
Le second tour des élections est marqué une nouvelle fois par une abstention massive équivalente au premier tour. Les taux de participation sont de 34,36 % au niveau national, 34,93 % dans le département et 37,34 % dans le canton de Vauvert. Pascale Fortunat-Deschamps et Bruno Pascal (Union à gauche avec des écologistes) sont élus avec 51,05 % des suffrages exprimés (5 535 voix pour 11 338 votants et 30 362 inscrits),,.

## Composition

### Composition avant 1991
Avant le redécoupage de 1991, le canton regroupait onze communes.
- Aimargues
- Aubord
- Beauvoisin
- Bernis
- Le Cailar
- Codognan
- Gallargues-le-Montueux
- Mus
- Uchaud
- Vergèze
- Vauvert

### Composition de 1991 à 2015

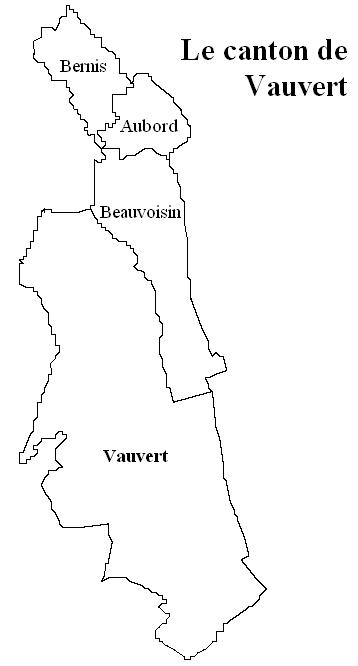
Carte du canton de 1991 à 2015

Le canton regroupait quatre communes.
| Nom                 | Code Insee | Intercommunalité      | Superficie (km2) | Population (dernière pop. légale) | Densité (hab./km2) |
| ------------------- | ---------- | --------------------- | ---------------- | --------------------------------- | ------------------ |
| Vauvert (chef-lieu) | 30341      | CC de Petite Camargue | 109,86           | 11 353 (2014)                     | 103                |
| Aubord              | 30020      | CC de Petite Camargue | 9,42             | 2 416 (2014)                      | 256                |
| Beauvoisin          | 30033      | CC de Petite Camargue | 27,82            | 4 613 (2014)                      | 166                |
| Bernis              | 30036      | CA Nîmes Métropole    | 12,80            | 3 306 (2014)                      | 258                |

### Composition à partir de 2015
Le nouveau canton de Vauvert comprend dix communes.
| Nom                             | Code Insee | Intercommunalité         | Superficie (km2) | Population (dernière pop. légale) | Densité (hab./km2) | Modifier                                    |
| ------------------------------- | ---------- | ------------------------ | ---------------- | --------------------------------- | ------------------ | ------------------------------------------- |
| Vauvert (bureau centralisateur) | 30341      | CC de Petite Camargue    | 109,86           | 11 772 (2022)                     | 107                | modifier les données · modifier les données |
| Aigues-Vives                    | 30004      | CC Rhôny Vistre Vidourle | 12,00            | 3 340 (2022)                      | 278                | modifier les données · modifier les données |
| Aubord                          | 30020      | CC de Petite Camargue    | 9,42             | 2 296 (2022)                      | 244                | modifier les données · modifier les données |
| Beauvoisin                      | 30033      | CC de Petite Camargue    | 27,82            | 5 823 (2022)                      | 209                | modifier les données · modifier les données |
| Bernis                          | 30036      | CA Nîmes Métropole       | 12,80            | 3 341 (2022)                      | 261                | modifier les données · modifier les données |
| Codognan                        | 30083      | CC Rhôny Vistre Vidourle | 4,65             | 2 518 (2022)                      | 542                | modifier les données · modifier les données |
| Mus                             | 30185      | CC Rhôny Vistre Vidourle | 2,60             | 1 597 (2022)                      | 614                | modifier les données · modifier les données |
| Uchaud                          | 30333      | CC Rhôny Vistre Vidourle | 8,80             | 4 824 (2022)                      | 548                | modifier les données · modifier les données |
| Vergèze                         | 30344      | CC Rhôny Vistre Vidourle | 10,16            | 5 778 (2022)                      | 569                | modifier les données · modifier les données |
| Vestric-et-Candiac              | 30347      | CC Rhôny Vistre Vidourle | 10,92            | 1 345 (2022)                      | 123                | modifier les données · modifier les données |
| Canton de Vauvert               | 3021       |                          | 209,03           | 42 634 (2022)                     | 204                | modifier les données                        |

## Démographie

### Démographie avant 2015
| 1962  | 1968  | 1975   | 1982   | 1990   | 1999   | 2006   | 2011   | 2012   |
| ----- | ----- | ------ | ------ | ------ | ------ | ------ | ------ | ------ |
| 7 762 | 9 298 | 10 937 | 14 015 | 17 111 | 17 961 | 19 439 | 20 681 | 20 934 |

### Démographie depuis 2015
En 2022, le canton comptait 42 634 habitants, en évolution de +7,25 % par rapport à 2016 (Gard : +2,97 %, France hors Mayotte : +2,11 %).
| 2013   | 2018   | 2022   |
| ------ | ------ | ------ |
| 38 981 | 40 496 | 42 634 |

## Illustrations

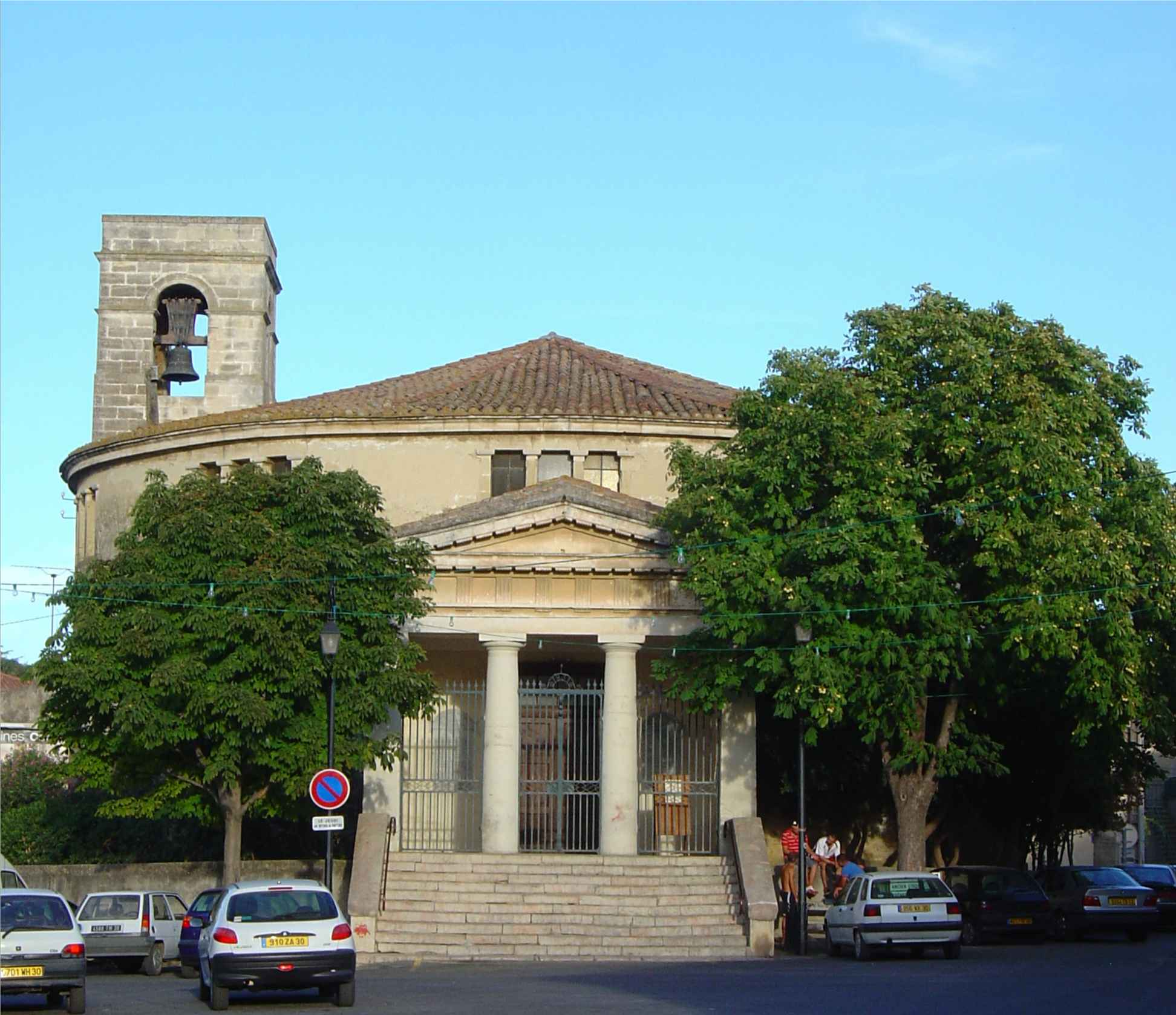
Le temple de Beauvoisin
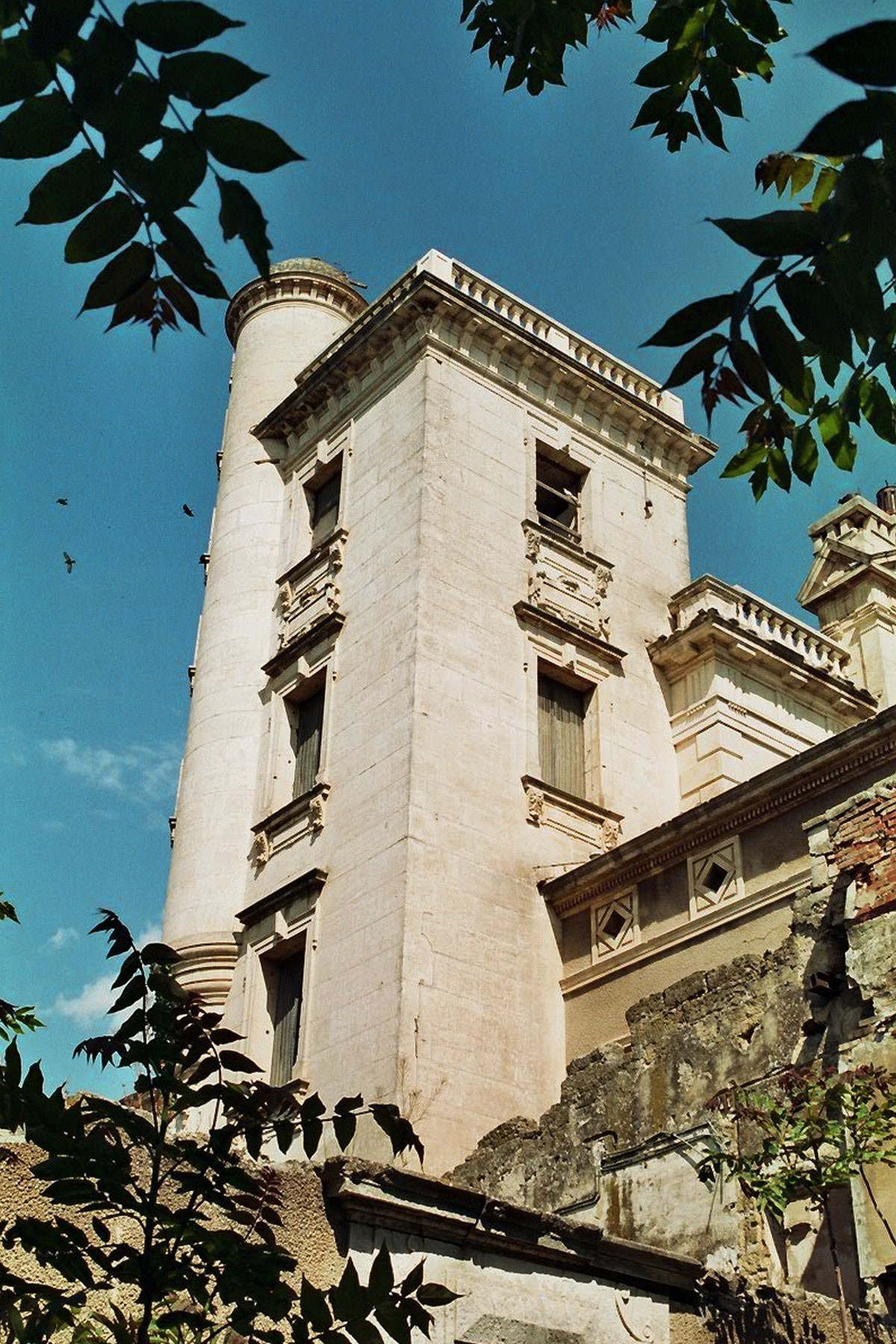
Le château de Montcalm (XIXe siècle) à Vauvert